# Harold Bell Wright Estate
L'Harold Bell Wright Estate est une propriété américaine à Tucson, dans le comté de Pima, en Arizona. Construits en 1922 dans le style Pueblo Revival, les bâtiments sont inscrits au Registre national des lieux historiques le 18 janvier 1985.